# Guillermo Fischer
Guillermo José Fischer (18 de julio de 1996) es un jugador de balonmano argentino que juega de lateral izquierdo en el BM Villa de Aranda de la Liga Asobal. Es internacional con la selección de balonmano de Argentina.
Su primer gran campeonato con la selección fue el Campeonato Mundial de Balonmano Masculino de 2019.

## Palmarés internacional

### Palmarés internacional
| Juegos Panamericanos                      | Juegos Panamericanos | Juegos Panamericanos | Juegos Panamericanos |
| Año                                       | Lugar                | Medalla              |                      |
| ----------------------------------------- | -------------------- | -------------------- | -------------------- |
| 2019                                      | Lima                 | Medalla de oro       |                      |
| Campeonato Sudamericano y Centroamericano |                      |                      |                      |
| Año                                       | Lugar                | Medalla              |                      |
| 2022                                      | Brasil               | Medalla de plata     |                      |

## Clubes
| Club                | País      | Año         |
| ------------------- | --------- | ----------- |
| SAG Lomas de Zamora | Argentina | 2015 - 2018 |
| SD Teucro           | España    | 2018 - 2019 |
| Helvetia Anaitasuna | España    | 2019 - 2021 |
| Atlético Valladolid | España    | 2021 - 2022 |
| BM Villa de Aranda  | España    | 2022 - 2023 |
| Eón Alicante        | España    | 2023        |
| BM Villa de Aranda  | España    | 2024 - Act. |